# Grant Long
Grant Andrew Long (Wayne, 12 marzo 1966) è un ex cestista statunitense, professionista nella NBA.
È nipote di John Long, fratello del pugile professionista Julius Long e cugino di Terry Mills.

## Carriera
È stato selezionato dai Miami Heat al secondo giro del Draft NBA 1988 (33ª scelta assoluta).

## Statistiche

### College
| Anno      | Squadra            | PG  | PT | MP   | TC%  | 3P% | TL%  | RP   | AP  | PRP | SP  | PP   |
| --------- | ------------------ | --- | -- | ---- | ---- | --- | ---- | ---- | --- | --- | --- | ---- |
| 1984-1985 | E. Michigan Eagles | 28  | -  | 19,7 | 56,4 | -   | 60,9 | 4,0  | 0,4 | 0,6 | 0,3 | 4,1  |
| 1985-1986 | E. Michigan Eagles | 27  | -  | 29,7 | 52,6 | -   | 64,4 | 6,6  | 1,9 | 1,7 | 0,6 | 8,6  |
| 1986-1987 | E. Michigan Eagles | 29  | -  | 30,3 | 54,9 | -   | 72,5 | 9,0  | 2,9 | 1,7 | 1,0 | 14,9 |
| 1987-1988 | E. Michigan Eagles | 30  | -  | 34,2 | 55,5 | -   | 76,5 | 10,4 | 2,2 | 2,0 | 0,3 | 23,0 |
| Carriera  | Carriera           | 114 | -  | 28,6 | 54,9 | -   | 72,5 | 7,6  | 1,9 | 1,5 | 0,6 | 12,9 |

### NBA

#### Regular Season
| Anno      | Squadra             | PG   | PT  | MP   | TC%  | 3P%  | TL%  | RP  | AP  | PRP | SP  | PP   |
| --------- | ------------------- | ---- | --- | ---- | ---- | ---- | ---- | --- | --- | --- | --- | ---- |
| 1988-1989 | Miami Heat          | 82   | 73  | 29,7 | 48,6 | 0,0  | 74,9 | 6,7 | 1,8 | 1,5 | 0,6 | 11,9 |
| 1989-1990 | Miami Heat          | 81   | 31  | 22,9 | 48,3 | 0,0  | 71,4 | 5,0 | 1,2 | 1,1 | 0,5 | 8,5  |
| 1990-1991 | Miami Heat          | 80   | 66  | 31,4 | 49,2 | 16,7 | 78,7 | 7,1 | 2,2 | 1,5 | 0,5 | 9,2  |
| 1991-1992 | Miami Heat          | 82   | 82  | 37,4 | 49,4 | 27,3 | 80,7 | 8,4 | 2,7 | 1,7 | 0,5 | 14,8 |
| 1992-1993 | Miami Heat          | 76   | 62  | 35,9 | 46,9 | 23,1 | 76,5 | 7,5 | 2,4 | 1,4 | 0,4 | 14,0 |
| 1993-1994 | Miami Heat          | 69   | 59  | 31,9 | 44,6 | 16,7 | 78,6 | 7,2 | 2,5 | 1,3 | 0,4 | 11,4 |
| 1994-1995 | Miami Heat          | 2    | 2   | 31,0 | 41,7 | -    | 60,0 | 5,5 | 2,0 | 1,0 | 0,0 | 8,0  |
| 1994-1995 | Atlanta Hawks       | 79   | 77  | 32,6 | 47,9 | 35,5 | 75,6 | 7,5 | 1,6 | 1,4 | 0,4 | 11,7 |
| 1995-1996 | Atlanta Hawks       | 82   | 82  | 36,7 | 47,1 | 36,0 | 76,3 | 9,6 | 2,2 | 1,3 | 0,4 | 13,1 |
| 1996-1997 | Detroit Pistons     | 65   | 24  | 17,9 | 44,7 | 36,2 | 75,0 | 3,4 | 0,6 | 0,7 | 0,1 | 5,0  |
| 1997-1998 | Detroit Pistons     | 40   | 17  | 18,5 | 42,7 | 0,0  | 71,9 | 3,8 | 0,6 | 0,7 | 0,3 | 3,8  |
| 1998-1999 | Atlanta Hawks       | 50   | 13  | 27,6 | 42,1 | 16,7 | 78,3 | 5,9 | 1,1 | 1,1 | 0,3 | 9,8  |
| 1999-2000 | Vancouver Grizzlies | 42   | 1   | 21,9 | 44,3 | 0,0  | 77,5 | 5,6 | 1,0 | 1,1 | 0,2 | 4,8  |
| 2000-2001 | Vancouver Grizzlies | 66   | 27  | 22,8 | 43,9 | 26,7 | 71,3 | 4,2 | 1,3 | 1,1 | 0,2 | 6,0  |
| 2001-2002 | Memphis Grizzlies   | 66   | 56  | 28,3 | 42,6 | 17,6 | 69,9 | 3,5 | 2,1 | 1,0 | 0,2 | 6,3  |
| 2002-2003 | Boston Celtics      | 41   | 1   | 11,9 | 38,6 | 0,0  | 78,3 | 2,0 | 0,6 | 0,2 | 0,0 | 1,8  |
| Carriera  | Carriera            | 1003 | 673 | 28,4 | 46,7 | 28,3 | 76,1 | 6,1 | 1,7 | 1,2 | 0,4 | 9,5  |

#### Playoffs
| Anno     | Squadra         | PG | PT | MP   | TC%  | 3P%  | TL%  | RP   | AP  | PRP | SP  | PP   |
| -------- | --------------- | -- | -- | ---- | ---- | ---- | ---- | ---- | --- | --- | --- | ---- |
| 1992     | Miami Heat      | 3  | 3  | 40,0 | 41,7 | 0,0  | 70,0 | 5,0  | 2,7 | 1,7 | 0,0 | 12,3 |
| 1994     | Miami Heat      | 4  | 2  | 27,5 | 38,9 | -    | 77,8 | 4,5  | 1,8 | 0,8 | 0,5 | 12,3 |
| 1995     | Atlanta Hawks   | 3  | 3  | 36,7 | 50,0 | 0,0  | 72,2 | 11,3 | 1,3 | 1,3 | 0,3 | 13,7 |
| 1996     | Atlanta Hawks   | 10 | 10 | 36,2 | 39,6 | 25,0 | 80,0 | 8,6  | 2,8 | 0,7 | 0,3 | 11,4 |
| 1997     | Detroit Pistons | 5  | 0  | 17,2 | 44,4 | 0,0  | 81,8 | 2,2  | 0,6 | 0,8 | 0,0 | 5,0  |
| 1999     | Atlanta Hawks   | 9  | 9  | 39,8 | 40,9 | 25,0 | 72,7 | 8,2  | 0,9 | 2,0 | 0,4 | 11,7 |
| 2003     | Boston Celtics  | 8  | 0  | 4,3  | 25,0 | -    | -    | 0,6  | 0,1 | 0,0 | 0,0 | 0,3  |
| Carriera | Carriera        | 42 | 27 | 28,1 | 41,1 | 20,0 | 75,6 | 5,8  | 1,4 | 1,0 | 0,2 | 8,9  |